# José Manuel López
José Manuel López Rodríguez (ur. 21 lutego 1940 w Caboalles de Abajo) – hiszpański kolarz szosowy i torowy, srebrny medalista szosowych mistrzostw świata.

## Kariera
Największy sukces w karierze José Manuel Lopéz osiągnął w 1965 roku, kiedy wspólnie z Venturą Díazem, José Manuelem Lasą i Domingo Perureną zdobył srebrny medal w drużynowej jeździe na czas na szosowych mistrzostwach świata w San Sebastián. Był to jednak jedyny medal wywalczony przez niego na międzynarodowej imprezie tej rangi. Jego najlepszym indywidualnym wynikiem było 21. miejsce w wyścigu ze startu wspólnego amatorów podczas mistrzostw świata w Sallanches w 1964 roku i zawodowców na mistrzostwach świata w Heerlen w 1967 roku. W 1964 roku wystąpił na igrzyskach olimpijskich w Tokio, gdzie był ósmy w drużynie, a indywidualnie zajął piątą pozycję. Ponadto w 1965 roku wygrał Circuit de la Sarthe, rok później wygrał w Gran Premio de Llodio i Setmana Catalana de Ciclisme, dwa lata później zwyciężył w Gran Premio Navarra, a w 1971 roku był najlepszy w Vuelta a la Comunidad Valenciana. Wielokrotnie startował w Vuelta a España, najlepszy wynik osiągając w 1967 roku, kiedy zajął siódme miejsce w klasyfikacji generalnej. Wygrał też jeden etap w 1969 roku, ale w klasyfikacji generalnej zajął piętnaste miejsce. Czterokrotnie brał też udział w Tour de France, zajmując między innymi 22. pozycję w 1969 roku. Startował także w kolarstwie torowym, ale bez większych sukcesów. Jako zawodowiec startował w latach 1966-1972.